# CITY (만화)
《CITY》(시티)는 아라이 케이이치가 지은 일본의 만화다. 《모닝》(코단샤)에서 2016년 44호부터 2021년 10호까지 연재된 후, 2025년 2·3 합병호부터 연재가 재개되었다.

## 등장인물

#### 모쿠메세이장
나구모 미도리(南雲 美鳥)
성우 - 코마츠 미카코
본 작품의 주인공. 모쿠메세이장 201호실. 몽블랑대학교 몽블랑학부 몽블랑학과 2학년. 20살. 토키사다메 고등학교 졸업. 취미는 경마. 그 밖에 마작도 심심하다. 남자답고 까칠하고 악당이지만 순수하기도 하다. 무서운 이야기는 잘 못 해. 어떤 계기로 양식집 마카베에서 아르바이트를 하게 된다. 늘 돈이 없어 돈에 인색하지만 그에 비해 양식집 아르바이트로 매번 1시간 이상 지각하는 등 노동의욕은 매우 낮다. 운동 능력이 발군으로, 고교 시절에는 각 동아리의 에이스를 동아리 무소속인 채로 지는 것에 열정을 쏟았다. 그 때문에 학내 굴지의 인기인이었지만, 현재는 무기력하고 자타락한 생활을 보내고 있다.
니이쿠라(にーくら)
성우 - 토요사키 아키
모쿠메세이장 101호실. 몽블랑 대학 1학년생으로 카메라맨 지망의 여성. 18세. 나구모와 대등하게 주고받을 수 있는 친구. 나구모에게 자꾸 돈을 뜯기다. 고등학교 시절에 나구모의 스포츠에서의 활약을 동경했다. 아무도 사진을 찍지 못하게 한 나구모의 고교시절 사진을 펜던트에 넣어 소중히 가지고 있었지만, 그 펜던트는 돌고 돌아 동당상점의 100엔 선반에 팔리고 말았다. 수제 하리센을 이용한 팁이 특기. 약간 엉큼한 일면도…
이즈미 와코(泉 わこ)
성우 - 이시카와 유이
모쿠메세이장 204호실. 몽블랑 대학교 2학년 여자. 20살. 사진찍는게 취미다. 작중에서 으뜸가는 괴짜. 천재성 있는 피부. 마이페이스로 항상 웃는 얼굴. 나구모, 니구라와 아는 사이 3인조가 된다(니구라의 방 벽장에 제멋대로 정착하고 있다). 자신만의 루틴과 같은 취미를 다수 가지고 있으며, 가방 안에는 루틴과 관련된 다양한 잡화가 채워져 있다. 또 한가할 때는 여러 가지 그림을 디자인하거나 해서 가끔 친구의 곁에 건네고 있다.
오니 카마보코(鬼カマボコ)
성우 - 미야자키 유
모쿠메세이장 203호실. '주간 CITY'에서 연재중인 '낙담군'시리즈의 작자. '낙담군'은 이즈미 와코와 마카베 츠루비시의 애독서이다. 소재가 나오지 않거나, 담당 편집의 토도로키로부터의 사무 연락에 쇼크를 받거나 하고 있기 때문에, 항상 땀을 흘리고 있는지 낙루하고 있다. 한 번 '주간 CITY'의 연재를 중단했지만, 편집장의 츠루의 일성으로 재개했다.

### 양식 마카베
마카베 츠루비시(真壁 鶴菱)
성우 - 카와하라 요시히사
양식 마카베의 점장. 타테와쿠와 마츠리의 아버지. CITY 세 마리 까마귀의 일원.
마카베 타테와쿠(真壁 立涌)
성우 - 이리노 미유
CITY 미나미 고등학교 2학년 3반. 혈액형 A형으로 염소자리. 축구부 소속이지만 보결이다. 포지션은 미드필더. 번호는 28번. 반 친구 이즈미 리코에게 반하고 있다.
마카베 마츠리(真壁 まつり)
성우 - 나나세 아야카
CITY 미나미 중학교 2학년.

### 아다타라 와인
아다타라 박사
성우 - 코야스 타케히토
마카베 가에 어떤 원한이 있는 듯, 그 때문에 가게 안과 주위에 합계 6개의 카메라를 넣고 있다. 그러나 3개가 파괴됐다.
아다타라 아버지
성우 - 코야스 타케히토
아다타라 박사의 아들. 타츠타의 아버지. CITY 세 마리 까마귀의 일원.
아다타라 어머니
아다타라 가의 어머니. 대가족을 돌보는 어머니.
아다타라 타츠타(安達太良 達太)
성우 - KENN
장남. 가업을 잇고 있다. 왼쪽 뺨에 상처나 멍 같은 게 있어. 예전에는 축구 선수로 왼쪽 다리에 오래된 상처가 남아 있다.
아다타라 카모메(安達太良 かもめ)
성우 - 하야시 코코
장녀. 사회초년생으로 그 매니저를 맡고 있다. 또 72개의 접시를 깬다는 기록을 가지고, 머리만 깎는다.
아다타라 료타(安達太良 良太)
성우 - 이노마타 사토시
차남. CITY 미나미 고등학교 2학년 3반. 이즈미 리코를 팔로우를 하는 기술은 동급생들로부터 '현대의 윌리엄 텔' 등으로 평가받는다.
아다타라 우미(安達太良 うみ), 아다타라 소라(安達太良 そら)
성우 - 후쿠시마 하루나(우미), 텐마 유우키(소라)
처녀(우미)와 삼녀(소라). 쌍둥이 초등학생. 언제나 사소한 일로 싸우고 있다. 가족도 분간할 수 없을 정도로 꼭 닮았다.

### CITY 미나미 고등학교

#### 2학년 3반
이즈미 리코(泉 りこ)
성우 - 와쿠이 유우
CITY 미나미 고등학교 2학년. 이즈미 와코의 여동생. 수업중에 잘 잔다. 하지만 그 귀여운 용모나 행동에 남녀 불문하고 다수의 팬을 가진다. 해킹이나 폭탄 제조 능력을 갖고 있다.

#### 축구부
쿠로가네 야마토(黒金 大和)
CITY 미나미 고등학교 축구부 부원. 포지션은 키퍼. 번호는 1번. 조력자로 야구부를 고시엔에 출전시켰다.
오비나 린도(帯那 林道)
CITY 미나미 고등학교 축구부 주장. 포지션은 사이드백. 번호는 2번. 이즈미 리코 팬클럽 회원번호 1번 유비겐토쿠 수준의 인덕과 시오메네나 칸토나의 다다음이라고 할 정도의 캡틴시를 가졌다.

### CITY 미나미 중학교
아마카자리 에리(雨飾えり)
성우 - 타도코로 아즈사
CITY 미나미 중학교 2학년. 마츠리와는 친한 친구. 조만간 영국으로 이사할 예정이다.

### 주간 CITY 편집부
편집장
주간 CITY 편집장. 별자리 운세 페이지 담당. CITY 세 마리 까마귀의 일원. 젊은 시절 천년왕국 필명으로 만화를 그렸고, 그 무렵 내놓았던 동인지는 현재 10만 엔이 넘는 가격에 거래되고 있다.
토도로키(轟)
성우 - 스즈키 료타
주간 CITY 편집원. 연재 만화 '낙담군'의 담당 편집. 신입사원인 남자. '낙담군'의 저자인 오니 카마보코의 작품을 사사건건 극찬하지만, 편집으로서 전하지 않으면 안 되는 사무 연락과의 사이에 끼어 있기 때문에 항상 낙루하고 있다.

## TV 애니메이션
2024년 9월의 교토 애니메이션 신작 발표회에서 텔레비전 애니메이션화가 발표되었다. 《CITY THE ANIMATION》(시티 더 애니메이션)이라는 제목으로 2025년 7월부터 아사히 방송 텔레비전, TOKYO MX 등에서 방송 중이다. 내레이션은 오오츠카 호츄다.

### 스태프
- 원작·시나리오 감수 - 아라이 케이이치
- 감독·시나리오 감수 - 이시다테 타이치
- 캐릭터 디자인·총작화 감독 - 토쿠야마 타마미
- 미술 감독 - 야마자키 시오리
- 색채 설계 - 미야타 카나
- 촬영 감독 - 우에다 히로키
- 3D 감독 - 카토 타츠노리
- 편집 - 시게무라 켄고
- 음향 감독 - 츠루오카 요타
- 음악 - 피라니안즈
- 음악 제작 - 포니 캐년
- 기획 프로듀서 - 핫타 히데아키
- 프로듀서 - 야마모토 사키코, 니시무라 마이네, 나카무라 신이치, 타테이시 켄스케, 핫타 신이치로, 우에다 토모키
- 애니메이션 제작 - 교토 애니메이션
- 제작 - CITY THE ANIMATION 제작위원회(교토 애니메이션, ABC 애니메이션, 포니 캐년, 코단샤)

### 주제가
Hello
Furui Riho에 의한 오프닝 테마. 작사·작곡은 Furui Riho, 편곡은 knoak.
LUCKY
TOMOO에 의한 엔딩 테마. 작사·작곡은 TOMOO, 편곡은 코니시 료.
Shall We Dance?
제1화 삽입곡. 작사는 오스카 해머스타인 2세, 작곡은 리처드 로저스, 편곡은 스오 요시카즈.

### 에피소드 목록
| 화수  | 제목                                                    | 각본        | 그림 콘티       | 연출            | 작화 감독       | 방송일         |
| ----- | ------------------------------------------------------- | ----------- | --------------- | --------------- | --------------- | -------------- |
| 제1화 | マカベ家/友達/固焼きそば/安達太良博士/泉わこ/203号室/夢 | 사토 아야노 | 이시다테 타이치 | 이시다테 타이치 | 토쿠야마 타마미 | 2025년 7월 7일 |